# Пуч, Робледо
Карлос Эдуардо Робледо Пуч (исп. Carlos Eduardo Robledo Puch; род. 19 января 1952 года, Буэнос-Айрес, Аргентина) — аргентинский серийный убийца.

## Биография

### Ранние годы
Родился 19 января 1952 года в Буэнос-Айресе в семье работавшего на заводе Chevrolet Виктора Робледо Пуча и домохозяйки Жозефы Аиды Хабендак. Робледо совершенно не был похож на своего отца (черноволосого и с узким разрезом глаз), потому всегда подозревал, что был рождён от другого мужчины.
Когда мальчику исполнилось четыре года, семья перебралась в городок Висенте-Лопес и поселилась в квартире на первом этаже кузнечного цеха. Пуч был тихим и застенчивым мальчиком, походя характером на мать. Он играл в футбол со сверстниками и учился игре на фортепиано, что было ему совсем неинтересно. Образование Пуч получал в колледже Сервантеса.

### Преступления, наказание, жизнь в тюрьме
В 1980 году Пуч был обвинён в 11 убийствах, одном покушении на убийство, 17 ограблениях, одном изнасиловании, одной попытке изнасилования, одному пункту сексуального злоупотребления, двух похищениях людей и двух кражах и приговорён к пожизненному заключению (максимальное наказание в Аргентине) в тюрьме строгого режима «Сьерра-Чика», недалеко от города Олаваррия.
Последнее, что произнёс Пуч перед судом: «Это был Римский цирк. Я был осужден и приговорен заранее».
В 2000 году Пуч получил возможность обратиться к суду с просьбой об условно-досрочном освобождении, но пренебрёг им. С 2001 года Пуч страдает психопатическими вспышками и приступами раздражения. Своё прошение он подал спустя 8 лет, но судья отказал Робледо, сославшись на то, что он по-прежнему представляет угрозу для общества.
С тех пор Пуч неоднократно подавал ходатайства об условно-досрочном освобождении, но ему каждый раз отказывали. В 2013 году Пуч обратился к суду с просьбой ввести ему смертельную инъекцию в организм, но и в этом ему было отказано (в Аргентине смертная казнь запрещена). Последнее прошение Пуч подал 27 марта 2015 года, но и в этот раз Верховный суд отклонил его прошение.
10 мая 2016 года, впервые за 44 года заключения, Робледо вышел из тюрьмы Сьерра-Чика на один день. Он был доставлен в госпиталь Сан-Исидро, чтобы пройти ряд медицинских обследований, в связи с ухудшением состояния здоровья. Его сопровождали 12 полицейских.
По состоянию на начало 2020 года Пуч пробыл в заключении более 48 лет, что сделало его преступником, дольше всех пробывшим в заключении из когда-либо осуждённых в Аргентине.

## Образ в кино
- «Ангел» / El ángel — художественный фильм, снятый в 2018 году аргентинским режиссёром Луисом Ортегой (Luis Ortega) с Лоренцо Ферро (Lorenzo Ferro) в главной роли.